# Luigi Serafini (Kardinal)
Luigi Serafini (* 6. Juni 1808 in Magliano Sabina; † 1. Februar 1894 in Rom) war ein italienischer Kurienkardinal der Römischen Kirche.

## Leben
Serafini stammte aus einer Adelsfamilie aus Urbino und war ein Neffe von Giovanni Serafini, der 1843 ebenfalls zum Kardinal kreiert wurde. Er selbst studierte nach dem Besuch von Schulen in seiner Geburtsstadt Philosophie am Collegio Romano sowie im Anschluss Rechtswissenschaften an der Universität La Sapienza, an der er am 11. April 1832 den Doktortitel im Privatrecht und im Kanonischen Recht erwarb. Nachdem er am 4. Juli 1836 Anwalt der Kurie wurde, erfolgte am 19. Januar 1843 seine Ernennung zum Vertreter der Kurie in der Provinz Rieti und am 18. Dezember 1843 zum Prälat. Am 11. Januar 1844 wurde er Mitarbeiter des Obersten Gerichtshofes der Apostolischen Signatur, an dem er zunächst Referendar und dann am 21. Dezember 1846 Auditor wurde. Nach einer Tätigkeit als Richter an Zivilgerichten vom 27. September 1847 bis zum 19. März 1850 wurde er Auditor an der Römischen Rota, das als Appellationsgericht nach der Apostolischen Signatur zweithöchste Gericht der römischen Kurie.
Am 25. Juni 1853 empfing er die Priesterweihe. Nach mehrjähriger Tätigkeit von 1858 bis 1870 als Regens der Apostolischen Pönitentiarie wurde er am 27. Juni 1870 zum Bischof von Viterbo und Tuscania ernannt, die Bischofsweihe spendete ihm am 17. Juli 1870 Costantino Patrizi Naro, Kardinalbischof von Porto e Santa Rufina und Subdekan des Kardinalskollegiums; Mitkonsekratoren waren die beiden Kurienerzbischöfe Pietro de Villanova Castellacci (1815–1881) und Antonio Rossi Vaccari  (1808–1874). Das Amt des Bischofs im Bistum Viterbo bekleidete Luigi Serafini bis zum 20. Februar 1880.
Am 12. März 1877 erfolgte seine Kreierung zum Kardinal durch Papst Pius IX. sowie zugleich seine Ernennung zum Kardinalpriester mit San Girolamo dei Croati als Titelkirche. Als solcher nahm er am Konklave 1878 teil, auf dem Papst Leo XIII. gewählt wurde.
Nachdem er zwischen dem 13. Mai 1884 und dem 31. Juli 1885 Präfekt der Apostolischen Signatur, des obersten Gerichtshofes der Kurie, war, wurde er am 31. Juli 1885 als Nachfolger von Lorenzo Nina Präfekt der Konzilskongregation und übte dieses Amt bis zu seiner Ablösung durch Angelo Di Pietro am 19. Juni 1893 aus. Zugleich war Kardinal Serafini zwischen 1887 und 1888 Kämmerer des Heiligen Kardinalskollegiums. Danach wurde er am 1. Juni 1888 zum Kardinalbischof des Bistums Sabina-Poggio Mirteto ernannt.